# Time Stranger Kyoko
Time Stranger Kyoko es un manga creado por Arina Tanemura; serializado en la revista Ribon y publicados en tres tankōbon. El manga fue adaptado a un OVA animado por Production I.G. lanzado en 2001 en un evento de la revista, y se centra en el personaje de Chocola. El manga está publicado en España por Planeta DeAgostini.

## Argumento
En el siglo XXX, las naciones de nuestro planeta se han unido formando el país de Tierra, cuya princesa es Kyoko Suomi. Pero a esta chica de 16 años no le gusta su destino; aunque tenga una vida glamurosa en el palacio, preciosos vestidos y atractivos guardaespaldas.
Kyoko prefiere ser la chica normal que era antes, y su padre encuentra una solución: si despertara a su hermana gemela Ui, que ha estado durmiendo desde que nació, el país tendría una nueva princesa y Kyoko sería libre.
Para ello, debe encontrar a los doce Strangers, seres con poderes especiales. Aunque la misión es peligroso, Kyoko no teme a nada, sabiendo que está a salvo con sus guardaespaldas, los príncipes del clan del Dragón, los guerreros más temidos de la Tierra cuyo ADN fue mezclado con el de plantas y animales.

## Personajes
- Kyoko Suomi: primera Princesa de la Tierra. Stranger del Tiempo y su líder. Tiene el poder de controlar el tiempo. Sakataki la quiere. Hija de Cronos, dios del tiempo
- Sakataki Jin: príncipe Kirito del clan extinguido del Dragón y guardaespaldas de la princesa. Stranger de Cristal. Tiene el poder de controlar el cristal. Está enamorado de la princesa
- Hizuki Jin: Guardaespaldas de la princesa.Pertenece al clan del Demonio. Hermanastro de Sakataki . Stranger Hélice. Está enamorado de la princesa y es quien destruyó el clan del Dragón.
- King: Primer rey de la Tierra. Padrastro de Kyoko y padre de Ui. Novio de Chocola.
- Chokorina Ni 120 ", pet Chokora ": Novia robot del rey.
- Akira' Widoshik "Onishi: Exlíder del clan de la Serpiente. Tiene una serpiente llamada Sunechama. Tiene 285 novias. Está condenado a romper un sello dorado de Dios, la Piedra del Trueno.
- Ginga Soba: El segundo al mando de la banda y médico. Exheredero del clan del Pez y hermano de Mizuno.
- Karen Motmot: Líder del clan de la Flor y bailarina. Stranger Florida. Tiene el poder de controlar las flores y es alérgica a los hombres. Nació el 12 de marzo, es Piscis y tiene la sangre de tipo A. Tiene 15 años.
- Mizuno Soba: Líder del clan del Pez. Stranger del agua. Tiene el poder de controlar el agua. Está enamorada de su hermano Ginga. Nació el 1 de febrero, es Acuario y tiene la sangre de tipo B.
- Sarai Onishi: Líder del clan Serpiente. Thunder Stranger. Tiene el poder de controlar el trueno. Es el hermano menor de Akira, "Widoshik." Está enamorado de Mizuno. Su mascota es una serpiente gigante llamada Anaka. Nació el 19 de abril, es Tauro y tiene la sangre de tipo 0. Tiene 19 años.
- Yoju: Stranger Leaf. Tiene el poder de controlar las hojas.
- Smoke: Wind Stranger. Tiene el poder de controlar el viento.
- Setsuna: Stranger Snow. Tiene el poder de controlar la nieve.
- Rhine: Fire Stranger. Tiene el poder de controlar el fuego.
- Toba: Bird Clan Leader. Bird Stranger. Tiene el poder de controlar las aves. Es el novio de Karen.
- Yami: Clan Leader Jack. Dark Stranger. Tiene el poder de hacer magia. Es el creador de Light Night y girlfriend n º 160, Akira "Widoshik." Está enamorado de Setsuna.
- Ui Suomi: Princesa de la Tierra e hija del Rey de la Tierra. Enamorada de Hizuki. El cuerpo de Kyoko en verdad era de ella.
- Lartuone: Pertenece al Clan Demonio y trata de destruir a los peces y comerse a la princesa. Viene del futuro, exactamente de 500 años más adelante. Nació el 26 de marzo, es Aries y tiene la sangre tipo AB.

- Datos: Q1191694